# Cullen Sculpture Garden

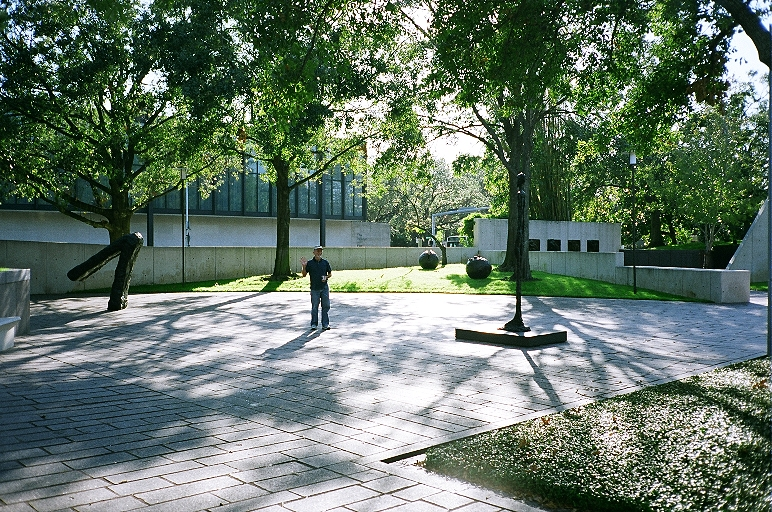
Der Skulpturenpark

Der Cullen Sculpture Garden, oder The Lillie and Hugh Roy Cullen Sculpture Garden genannt, ist ein Bestandteil des Museum of Fine Arts am Montrose Boulevard in Houston, Texas, Vereinigte Staaten.
Der Skulpturenpark wurde von dem Bildhauer und Architekten Isamu Noguchi entworfen und von 1979 bis 1985 aufgebaut. Der Park wurde im April 1986 für das Publikum geöffnet und zeigt Skulpturen der Bildhauerei des 19. und 20. Jahrhunderts.

## Sammlung
- Auguste Rodin: L'homme qui marche 1899–1900/1905 (aufgestellt 1962)
- Émile-Antoine Bourdelle: Adam 1888/1889
- Henri Matisse: Nu de dos I 1909 (aufgestellt 1963)
- Aristide Maillol: Flora, nue 1910 (aufgestellt 1960/1965)
- Raymond Duchamp-Villon: Le grand cheval 1914
- Marino Marini: Il pellegrino 1939
- Louise Bourgeois: Quarantania I 1947–1953/1981 (aufgestellt 1984)
- Lucio Fontana: Spatial Concept, Nature, Nos. 18 & 28 1959/1960 (aufgestellt 1965)
- Alberto Giacometti: Grande femme debout I 1960
- David Smith: Two Circle Sentinel 1961
- Alexander Calder: The Crab 1962
- Joan Miró: Oiseau 1968 (aufgestellt 1981)
- Bryan Hunt:  Arch Falls 1981
- Mimmo Paladiro: The Sound of Night 1986
- Anthony Caro: Argentine 1986
- Ellsworth Kelly: Houston Triptych 1986
- Frank Stella: Decanter 1987
- DeWitt Godfrey: Ohne Titel 1989
- Joel Shapiro: Ohne titel 1990
- Tony Cragg: New Forms 1991/1992
- Joseph Havel: Exhaling Pearls 1993
- Jim Love: Can Johnny Come Out and Play 1999
- Linda Ridgeway: The Dance 2000

## Fotogalerie

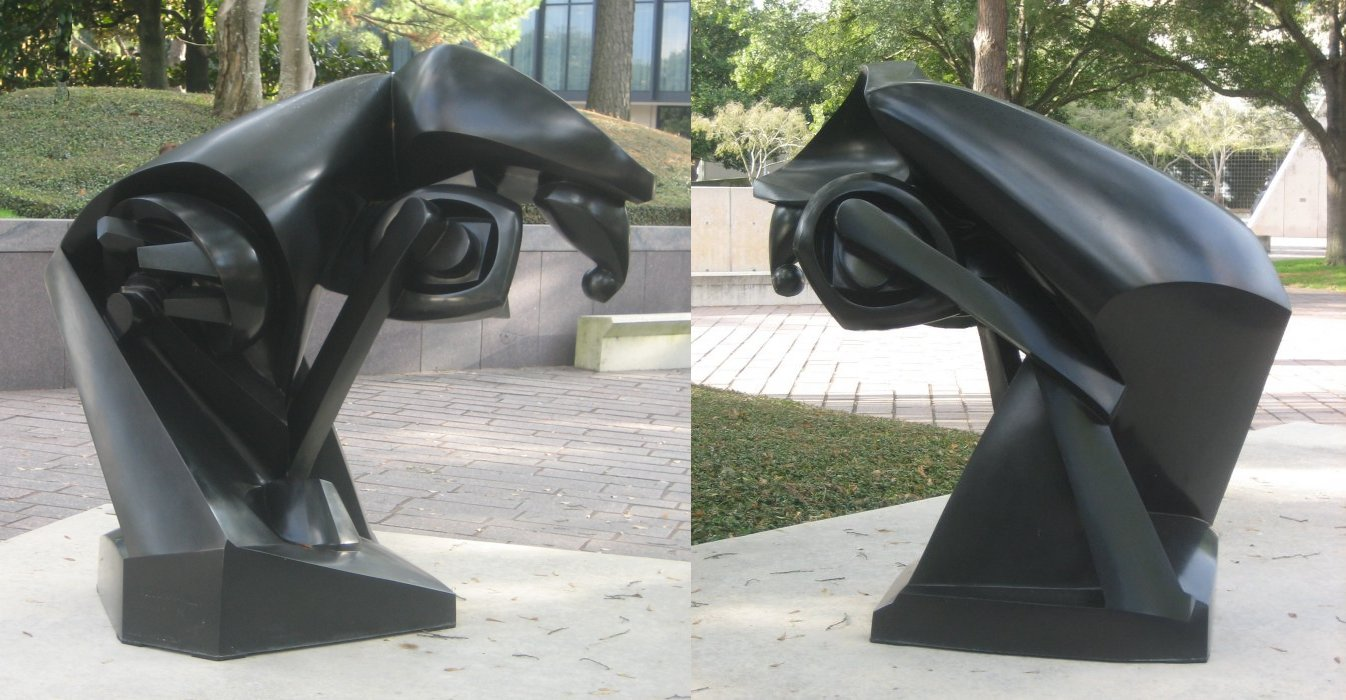
Grand cheval (1914), Museum of Fine Arts Houston
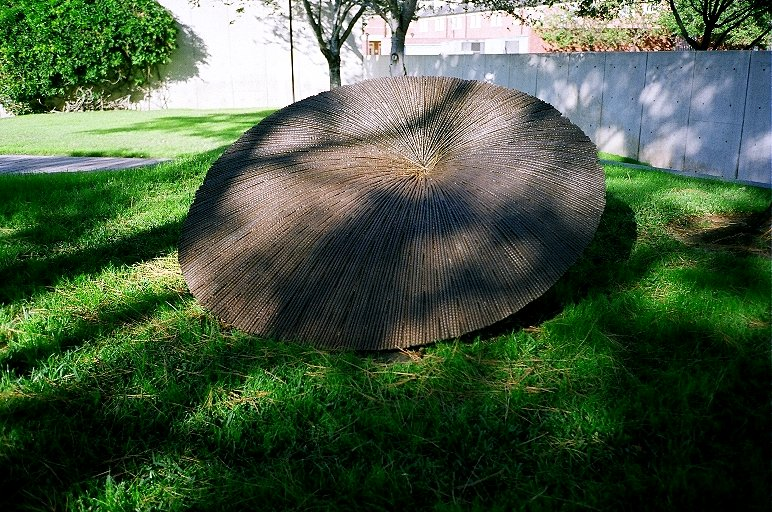
Skulptur von DeWitt Godfrey